# Hermisende
Hermisende (Ermesende, en portuguès), és un municipi de la Raia fronterera d'Espanya i Portugal a la província de Zamora, a la comunitat autònoma de Castella i Lleó. Amb 109,05 km² té una població de 350 habitants (2007) i una densitat de 3,51 hab/km².
Va pertànyer a Portugal fins al 1640. El municipi comprèn el poble d'Ermesende i les aldees de San Ciprián de Hermisende (São Cibrão), Castromil, Castrelos i La Tejera (A Teixeira). En aquest municipi se situa un dels contraforts del Penedo dos Três Reinos, que abans marcava la frontera entre els regnes Portugal, Lleó i Galícia.
Al municipi d'Ermesende es parla un dialecte gallec-portuguès amb influències lleoneses. Forma part de la zona d'As Portelas.